# Gräser der Nacht

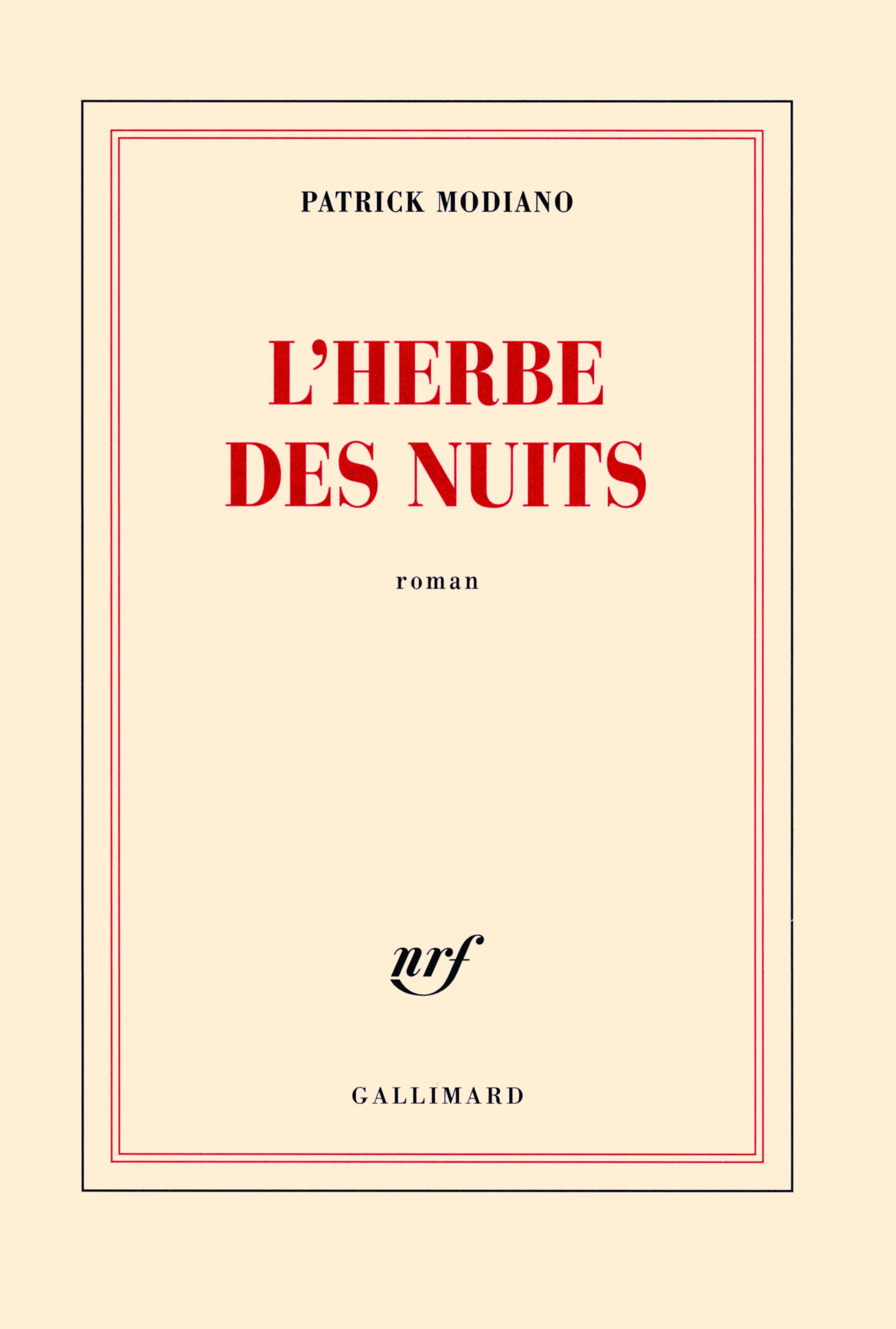
Erstausgabe in der Collection Blanche bei Éditions Gallimard

Gräser der Nacht (Originaltitel: L’Herbe des nuits) ist ein Roman des französischen Schriftstellers Patrick Modiano. Er erschien 2012 bei der Éditions Gallimard und wurde zwei Jahre später in der deutschen Übersetzung von Elisabeth Edl im Carl Hanser Verlag veröffentlicht. 

## Inhalt
Der Schriftsteller Jean erinnert sich an seine fünfzig Jahre zurückliegende Jugend, die sechziger Jahre im Pariser Viertel Montparnasse. Schon damals, mit Anfang zwanzig, wirkt er wie aus der Zeit gefallen, interessiert sich für alte Dichter wie Rétif de La Bretonne und Tristan Corbière, sowie historische Figuren wie die 1794 durch die Guillotine enthauptete Marie-Anne Leroy, die Baronin Blanche oder Jeanne Duval, die Geliebte Baudelaires, über die er ein Buch schreiben möchte. Er verliebt sich in die vier Jahre ältere Dannie, eine junge Frau, die von einem Mysterium umgeben scheint, mit großem Selbstverständnis in fremden Wohnungen ein und aus geht und doch immer gehetzt wirkt, als wäre sie fortwährend auf der Flucht. Sie macht Jean mit einer Gruppe von Männern bekannt, die im Unic Hôtel in der Rue du Montparnasse verkehren und entweder aus Marokko stammen oder Verbindungen zu dem Land besitzen: dem vorgeblichen Studenten Aghamouri, Paul Chastagnier, Duwelz, Gérard Marciano und einem älteren Mann, den alle nur Georges nennen, und der im Ruf steht, gefährlich zu sein. 
Trotz ominöser Andeutungen Aghamouris über Dannies Vorleben und einen Toten, den es darin gegeben habe, verbringt Jean einige wenige glückliche Monate mit Dannie. Dann kommt es in Paris zur Entführung eines marokkanischen Exilpolitikers, in das die Gruppe aus dem Unic Hôtel verstrickt scheint. Auch Dannie taucht unter, und Jean wird von Kommissar Langlais verhört. Dabei erfährt er, dass Aghamouri Mitglied der marokkanischen Sicherheitspolizei gewesen ist, und er erfährt auch, dass Dannie unter falschem Namen lebt und ihrerseits polizeilich gesucht wird. Seither spürt Jean, der inzwischen zu einem bekannten Schriftsteller geworden ist, seiner Jugendliebe nach und setzt sich aus Recherchen, Erinnerungsbruchstücken und den alten Eintragungen in seinem schwarzen Notizbuch die Vergangenheit neu zusammen, die ihn immer wieder bis in seine Träume verfolgt.
Doch erst durch einen abermaligen Kontakt mit dem inzwischen pensionierten Kommissar Langlais, der ihm Dannies geschlossene Akte übergibt, erfährt Jean die Wahrheit über seine ehemalige Geliebte, die eigentlich Dominique Roger hieß, jedoch auch als Mireille Sampierry oder Michèle Aghamouri lebte. Sie war bereits wegen kleinerer Delikte wie Ladendiebstahl aktenkundig, als es eines Abends am Quai Henri-IV zu einer Auseinandersetzung auf einer Abendgesellschaft kam. Ob in Notwehr oder durch einen Unfall erschoss Dannie einen Mann mit dessen Pistole und ist seither auf der Flucht. Jean erinnert sich, dass ihn Dannie einst zu dem Tatort geführt hat, getrieben vom Wunsch, wieder in die Zeit vor jenem verhängnisvollen Abend zurückzukehren. Er will nicht urteilen über die Frau, die er geliebt hat. Und er bedauert die Schatten, die die Unbeschwertheit jener jugendlichen Liebe verdüstert haben.

## Hintergrund
Wie zahlreiche seiner Romane ist auch Gräser der Nacht durch Patrick Modianos eigene Biografie geprägt. Der Schriftsteller Jean ist ein kaum verschleiertes Alter Ego Modianos. Bereits in seiner Autobiografie Ein Stammbaum aus dem Jahr 2005 berichtete Modiano eine ähnliche Episode aus seiner eigenen Perspektive und verwendete dabei zum Großteil dieselben Namen wie im späteren Roman. Die Parallelen reichen bis zum Verhör des jungen Modiano durch einen Kommissar der Pariser Sittenpolizei namens Langlais. Auch in anderen Romanen treten namensgleiche Personen auf, so Duwelz in Ruinenblüten (1991). Modiano bestätigte in einem früheren Interview, dass „alle Personen, von denen ich spreche, gelebt haben. Ich treibe die Genauigkeit sogar so weit, sie mit ihrem richtigen Namen zu nennen“. Die Entführung des marokkanischen Exilpolitikers verweist auf die Entführung und Ermordung Mehdi Ben Barkas im Oktober 1965, eine bis heute unaufgeklärte Affäre, die sich bis in die Kreise der französischen Polizei und des Geheimdienstes erstreckte. Einen Kurzauftritt im Roman hat der 1965 verstorbene Schriftsteller Jacques Audiberti, der ein Gedicht mit dem Titel Dannie schrieb, dem Namen der weiblichen Hauptfigur. Der Titel Gräser der Nacht entstammt einem Gedicht von Ossip Mandelstam.

## Veröffentlichung und Rezeption
Gräser der Nacht erschien in seiner deutschen Übersetzung rund einen Monat nach der Bekanntgabe des Nobelpreises für Literatur 2014 an Patrick Modiano. Der Hanser Verlag hatte die ursprünglich für Frühjahr 2015 vorgesehene Veröffentlichung auf den 10. November 2014 vorgezogen. In der Folge wurde der Roman in zahlreichen deutschsprachigen Feuilletons – ausnahmslos positiv – besprochen. In der SWR-Bestenliste Dezember/Januar wurde Gräser der Nacht auf den dritten Platz gewählt. Auch in der Verkaufs-Bestsellerliste von Buchreport platzierte sich der Roman mit dem höchsten Rang 11 am 24. November 2014.
Für Gerrit Bartels eignet sich Gräser der Nacht „gut als Modiano-Einstiegslektüre“. Jörg Aufenanger hingegen, der Übersetzer von Modianos Roman Ein so junger Hund, empfiehlt Gräser der Nacht eher „für fortgeschrittene Modianoleser, für die Initiierten“. Tilman Krause sieht den Nobelpreisträger jedenfalls im Roman „auf der Höhe seines Könnens“ und in einem für den Autor eher ungewöhnlichen „Zustand einer stilistischen und thematischen Fokussiertheit“. Sebastian Hammelehle liest am Ende gar einen Kriminalroman, der „für Modianos Verhältnisse ungewohnt geradlinig“ sei. Joseph Hanimann stellt allerdings klar, dass Gräser der Nacht jederzeit „subtile und in den Mittellagen reichhaltige Literatur“ bleibe, die hohe Anforderungen an Elisabeth Edls Übersetzungskunst stelle. Hans-Jost Weyandt zieht das Fazit: „Nie ist es einfacher gewesen, Zugang zu finden zum Werk eines Nobelpreisträgers, und kaum einmal gelangt eine sentimental motivierte Prosa zu einer erzählerischen Klarheit wie in diesem Roman.“

### Leseerlebnisse
Rezensenten thematisierten unter anderem, was bei Gräser der Nacht als Thriller gewirkt hat und welche Assoziationen zu vorherigen Kunsterlebnissen ihnen bei der Lektüre kamen. Darüber hinaus wurde das Charakteristische von Modianos Stil an sich als ein Leseerlebnis beschrieben.
Tilman Krause schrieb in der Welt: „Bei Modiano kommen einem immer französische Chansons in den Sinn.“ Er empfand die Lektüre wie einen Ausflug, bei dem man Geschöpfen begegne, die verzaubert sind und im Wind schwanken, aber auch Schatten von politischen Verbrechen: „Wir haben Figuren in Umrissen kennengelernt, die Kinofans an Truffauts Filme erinnern werden“, sie seien „Nachtgeweihte wie von Novalis“. Joseph Hanimann berichtete in der Süddeutschen Zeitung, dass die durcheinanderwirbelnden Erinnerungen wie ein unterbelichteter Schwarz-Weiß-Film von Georges Franju anmuteten und Hans-Jost Weyandt in der taz waren beim Lesen von Gräser der Nacht „Mantelgestalten wie aus einem Melville-Film“ begegnet, sowie „eine junge Frau wie aus einem Piaf-Chanson.“
Judith von Sternburg schrieb in ihrer Rezension in der Frankfurter Rundschau, in Gräser der Nacht gebe es eine Atmosphäre der Beunruhigung. Die Handlung sei konstruiert wie in einem Thriller, mit einem Mordfall, über den alles im Nebel bleibe. Aber Modiano mache es einem möglich, sich beim Lesen völlig auf die Atmosphäre zu konzentrieren. Dies läge vor allem an der Passivität von Jean in seiner beunruhigten, aber schweigsamen Ergebenheit gegenüber Dannie. Weyandt sah in Jean eine nostalgische Figur, „die sich zum teilnahmslosen Beobachten verurteilt versteht“ und meinte, Modiano mache in Gräser der Nacht dieser Figur den Prozess: Leute, die „völlig zu verschwinden scheinen hinter ihren Beobachtermasken.“ Kalte Schattenseiten von Modianos berühmter sensibler Distanz in der Beschreibung hat Weyandt in diesem Roman entdeckt, und die fließenden „Übergänge von der Diskretion zum Desinteresse“ in der Gestalt von Jean als problematisch empfunden.
Für Gerrit Bartels im Tagesspiegel sorgte vor allem Modianos Stil für Vergnügen bei der Lektüre. Er fand, man müsse daher nicht alle Details enträtseln können. Die Prosa schwebe sanft in einem Ton, der zwischen Glücklichsein und Traurigsein changiere, je nachdem, ob es ums Erinnern geht oder um Zeiten, die vergangen und daher verloren sind: „Wer einen Roman von Patrick Modiano liest, macht oft dieselbe Erfahrung wie viele seiner Helden: Die Zeit verschwimmt, Vergangenheit und Gegenwart gehen ineinander über, und ob dieser Modiano-Roman nun aus den siebziger Jahren stammt oder ein ganz aktueller ist, gerät bei der Lektüre schnell in Vergessenheit.“ Für Sebastian Hammelehle im Spiegel war es „der typische, der magische Modiano-Sog“, in den Jean gerät, „und der Leser mit ihm.“ Für diese Situation gab der Rezensent einen Tipp: Man habe „bei der Lektüre von Gräser der Nacht am besten den Stadtplan von Paris zur Hand.“ Jörg Aufenanger, gleicher Jahrgang wie Modiano, braucht vermutlich nicht einmal einen Stadtplan, denn, wie er in seiner Rezension in der Berliner Zeitung berichtet, hat er ab den Endsechzigern selbst in Paris gelebt. Er hat den Roman doppelt autobiografisch gelesen: Für Modiano und für sich selbst, mit sportlichen Assoziationen bei den Zeitsprüngen, die man versuche mitzumachen, um der Vergangenheit auf die Spur zu kommen. Weyandt allerdings beschrieb den Text als so offen, dass man mit dem Lesen auch irgendwo in der Mitte beginnen könne, und: „Es wirkt alles leicht, fast magisch, doch zugleich ist es transparent.“

## Ausgaben
- Patrick Modiano: L’Herbe des nuits. Éditions Gallimard, Paris 2012, ISBN 978-2-07-013887-6.
- Patrick Modiano: Gräser der Nacht. Aus dem Französischen von Elisabeth Edl. Hanser, München 2014, ISBN 978-3-446-24721-5.
- Patrick Modiano: Gräser der Nacht. Aus dem Französischen von Elisabeth Edl. (Taschenbuch) dtv, München 2016, ISBN 978-3-423-14494-0.
- Patrick Modiano: Gräser der Nacht. Aus dem Französischen von Elisabeth Edl. Gelesen von Ulrich Matthes. 4 CDs, 2015, Hörbuch Hamburg, ISBN 978-3-899-03940-5.

## Rezensionen
- Jörg Aufenanger: Buchtipps für den Herbst. In: Berliner Zeitung vom 14. November 2014.
- Gerrit Bartels: Bald schon bin ich alt. In: Der Tagesspiegel vom 7. November 2014.
- Sebastian Hammelehle: Paris in den Sechzigern: Die stärkste Droge ist, auf ein Mädchen zu warten. In: Der Spiegel vom 12. November 2014.
- Joseph Hanimann: Paris, wie es flimmert und wirbelt. In: Süddeutsche Zeitung vom 9. November 2014.
- Tilman Krause: In Paris währt die Liebe nur ein Vierteljahr. In: Die Welt vom 8. November 2014.
- Judith von Sternburg: Die Zeit der Beunruhigung. In: Frankfurter Rundschau vom 11. November 2014.
- Hans-Jost Weyandt: Subtile Schuldgefühle. In: die tageszeitung vom 8. November 2014.